# Єрьомино (Гаринський міський округ)
Єрьо́мино (рос. Ерёмино) — село у складі Гаринського міського округу Свердловської області.
Населення — 49 осіб (2010, 110 у 2002).
Національний склад населення станом на 2002 рік: росіяни — 98 %.